# Салерн
Салерн (фр. Salernes) — коммуна на юго-востоке Франции в регионе Прованс — Альпы — Лазурный берег, департамент Вар, округ Драгиньян, кантон Флейоск.
Площадь коммуны — 39,3 км², население — 3652 человека (2006) с тенденцией к росту: 3764 человека (2012), плотность населения — 96,0 чел/км².

## Географическое положение
Коммуна Салерн площадью 39,3 км² расположена в долине в окружении холмов (высота которых колеблется от трёхсот до четырёхсот метров) в 22 км западнее коммуны Драгиньян (административного центра одноимённого кантона и округа) и в 9 км южнее коммуны Опс, недалеко от места слияния рек Бреск и Брак.

## История
Начиная с Верхнего Палеолита (около 35 000 лет до нашей эры), обнаруживаются следы обитания человека на территории современного Салерна.

## Население
Население коммуны в 2011 году составляло 3723 человека, а в 2012 году — 3764 человека.
| 1962 | 1968 | 1975 | 1982 | 1990 | 1999 | 2004 | 2006 | 2009 | 2011 | 2012 |
| ---- | ---- | ---- | ---- | ---- | ---- | ---- | ---- | ---- | ---- | ---- |
| 2233 | 2362 | 2469 | 2882 | 3012 | 3269 | 3598 | 3652 | 3574 | 3723 | 3764 |

Динамика населения:

## Экономика

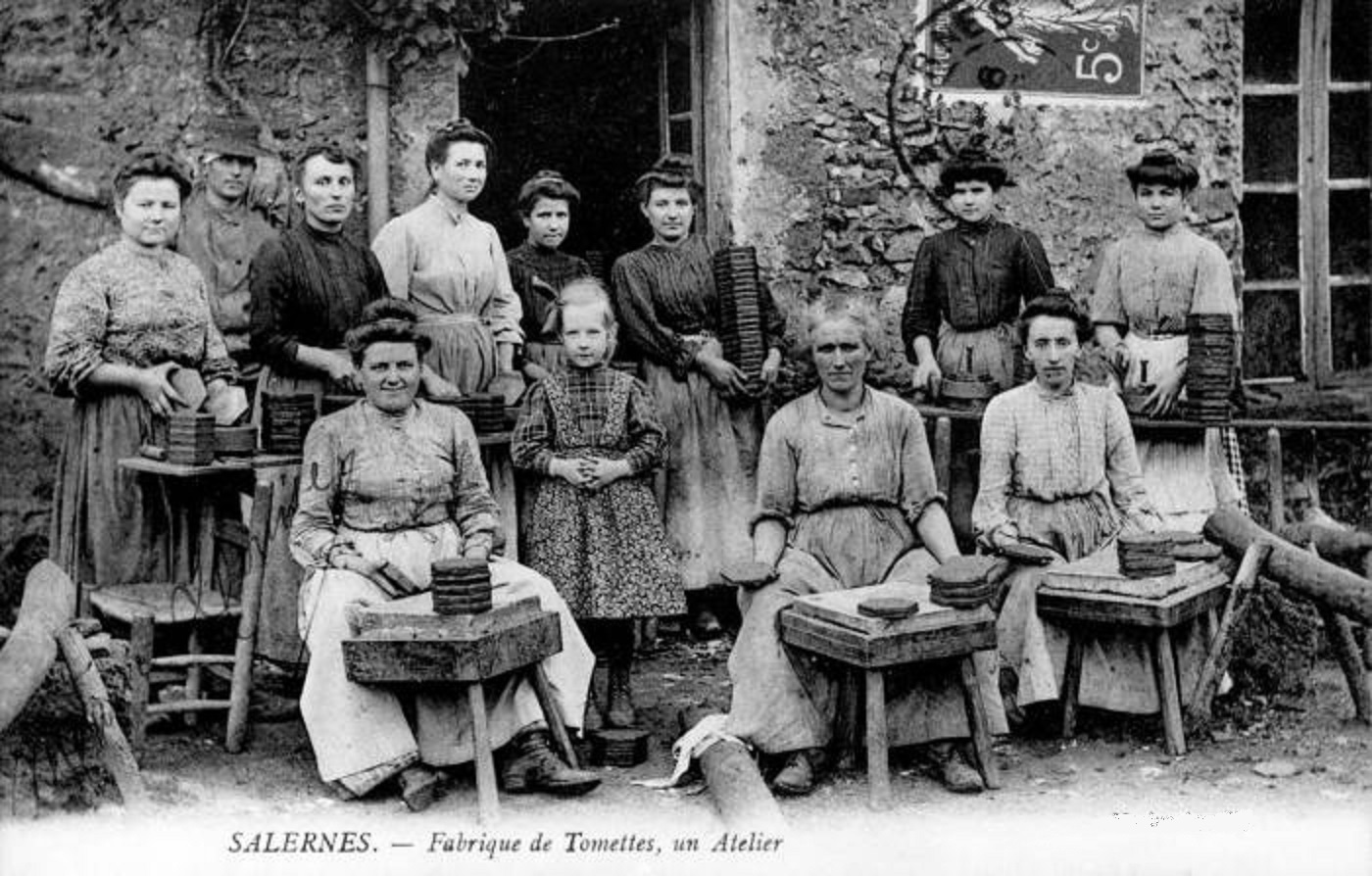
Производство прованской плитки для пола

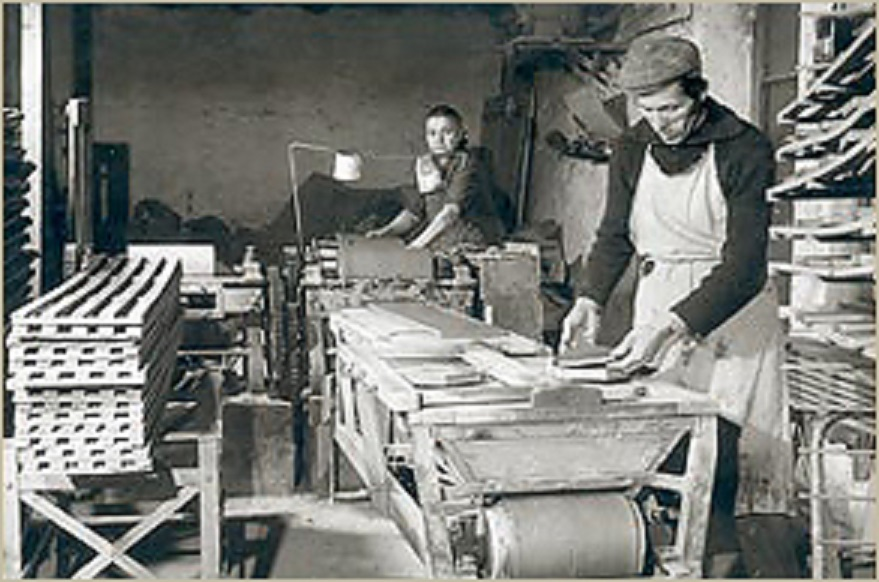

Издревле население занималось, в основном сельским хозяйством — выращивались инжир, пшеница, бобы, дыни, персики. Таким образом, экономика поначалу базировалась на производстве растительного масла, вина, также появились мелкие мастерские по производству шёлка, головных уборов и грубых полотенец.
С конца XVIII века жители Салерна начали использовать богатства местных ресурсов для производства фаянса. Однако после революции, спрос фермеров на фаянсовые изделия постепенно уменьшается и Салерн перепрофилируется на выпуск керамики. Таким образом, с 1830-х годов на территории коммуны созданы десятки мелких мастерских, в которых изготавливали для местных нужд керамическую плитку, кирпичи, трубы и гончарные изделия. Однако, исключительные качества месторождения красной железистой глины в Салерне подтолкнули производителей специализироваться на производстве одного продукта: шестигранной красной плитки. Таким образом, с начала XIX века Салерн получил известность благодаря налаженному производству красной шестиугольной прованской плитки для пола.
В 2010 году из 2182 человек трудоспособного возраста (от 15 до 64 лет) 1500 были экономически активными, 682 — неактивными (показатель активности — 68,7 %, в 1999 году — 66,7 %). Из 1500 активных трудоспособных жителей работали 1277 человек (657 мужчин и 620 женщин), 223 числились безработными (104 мужчины и 119 женщин). Среди 682 трудоспособных неактивных граждан 157 были учениками либо студентами, 270 — пенсионерами, а ещё 255 — были неактивны в силу других причин.
На протяжении 2010 года в коммуне числилось 1847 облагаемых налогом домохозяйств, в которых проживало 3989,0 человек. При этом медиана доходов составила 16 883 евро на одного налогоплательщика.